# Porterville
Porterville é uma cidade localizada no estado americano da Califórnia, no condado de Tulare. Foi incorporada em 7 de maio de 1902.

## Geografia
De acordo com o United States Census Bureau, a cidade tem uma área de 45,8 km², onde 45,6 km² estão cobertos por terra e 0,2 km² por água.

### Localidades na vizinhança
O diagrama seguinte representa as localidades num raio de 16 km ao redor de Porterville.

## Demografia
Segundo o censo nacional de 2010, a sua população é de 54 165 habitantes e sua densidade populacional é de 1 187,58 hab/km². É a cidade que, em 10 anos, teve o maior crescimento populacional do condado de Tulare. Possui 16 734 residências, que resulta em uma densidade de 366,90 residências/km².